# Зигальга
Зигальга́ (баш. Егәлгә, другое название баш. Зәңгәрге) — хребет Южного Урала на левобережье реки Юрюзань. Лежит на юго-востоке Катав-Ивановского района Челябинской области. Южная оконечность Зигальги с высшей точкой хребта Большой Шелом находится на территории Южноуральского природного заповедника в Белорецком районе Башкортостана.
Зигальга — один из самых мощных и протяжённых хребтов Южного Урала. Относится к центральному таганайско-ямантаусскому поясу. По хребту названа Зигальгинская свита.
Наиболее значительные вершины с юга на север: высшая точка Зигальги и третья по высоте на Южном Урале — Большой Шелом (1427 м), Третий Шелом (1293), Мёрзлый Утёс (Мёрзлая) (1237), Поперечная (1389), Евлакта (1310).
На северо-востоке Зигальга граничит с хребтом Большая Сука, на юго-западе с хребтом Нары, на востоке — с хребтом Бакты и массивом Иремель. С западной стороны Зигальги находятся невысокие хребты и одиночные горы.
В ноябре 2019 года создан национальный парк «Зигальга» площадью около 45000 гектар.